# 白云乡 (赤水市)
白云乡，是中华人民共和国贵州省遵义市赤水市下辖的一个乡镇级行政单位。

## 行政区划
白云乡下辖以下地区：
白云社区、田渡村、白云村和平滩村。